# トゥルゲン
トゥルゲン(モンゴル語: Tölögen/Төлөгэн、? - ？)とは、15世紀前半に活躍したモンゴルジン＝トゥメト部の首長。明朝の史書には脱羅罕/脱羅干、或いは阿剌忽知院Aqalaqu ǰiünと記される。モンゴル年代記の1つ、『アルタン・トプチ』では「サイン・トゥルゲン(Sayin Tölögen)」とも称される。

## 概要

### 生い立ち
モンゴルジン＝トゥメト部の前身はチンギス・カンの弟カチウンの末裔が統治する遊牧集団で、これを明朝では卜剌罕衛、モンゴル側ではチャガン・トゥメンと呼称していた。『アルタン・トプチ』によるとトゥルゲンの父は「トゥブシン(Tübšin)」であるが、この人物は永楽2年(1404年)に明朝の史書に登場する「土不申」に相当すると見られている。この頃チャガン・トゥメンは隣接するウリヤンハイ三衛に服属しており、トゥブシンも三衛の1つ福余衛の都指揮僉事に任ぜられている。
チャガン・トゥメンやウリヤンハイ三衛は東方でトゥングース系民族のウジェと接しており、これを配下に置いて「オジェート」と称していた。トゥブシンの家系はこのオジェートを率いる長であり、そのためトゥブシンの子孫が率いる集団は「モンゴルジン(モンゴルに似た者達)」と呼称された。

### 来歴
卜剌罕衛は代々ノーン河を遊牧地としていたが、エセン・ハーンのモンゴル統一・短期間の即位と死という混乱の中でウリヤンハイ三衛とともに南方に移住してきた。この時の卜剌罕衛の長はカチウンの末裔ドーラン・タイジで、率いる遊牧集団はモンゴル語で「ドローン・トゥメン(7万人隊)」と呼称され、転じて「ドローン・トゥメト(トゥメトはトゥメンの複数形)」、略して「トゥメト」として知られるようになった。トゥブシンの子(或いは孫)トゥルゲンはドーラン・タイジの腹心の部下であり、「モンゴルジン」集団を率いる長でもあった。
ドーラン・タイジはエセン・ハーン死後の混乱の中で一挙に勢力を拡大し、1465年にはハラチン部のボライと組んでマルコルギス・ハーンを弑逆し、その後はオイラトのオシュ・テムルと組んでモーリハイと対立した。この間トゥルゲンもドーラン・タイジと行動を共にしており、成化6年(1470年)にはドーラン・タイジと連名で明朝に朝貢している。

### モンゴルジン＝トゥメト部の領主として
1470年代に入ると西方出身のベグ・アルスランがオルドス地方に移住し、ボルフ・ジノン及びマンドゥールンと同盟を組んだ。ベグ・アルスランに擁立されてハーンに即位したマンドゥールンは、長らく分裂状態にあったモンゴルの再統一に着手した。その手始めとしてマンドゥールン・ハーンは「マルコルギス・ハーンの仇を討つ」と称してドーラン・タイジを攻め、これを殺害した。
この時マンドゥールン・ハーンはトゥルゲンを味方に取り込んでおり、モンゴル年代記はマンドゥールン・ハーンがトゥルゲンの息子ホサイに自分の娘に嫁がせたことを記し、明朝は卜剌罕衛がマンドゥールンと「和親」したため明朝への通交を控えたと記している。
これ以後、トゥルゲンはマンドゥールン・ハーン腹心の部下として知られるようになり、これを明朝は「満都魯部下大頭目脱羅干(マンドゥールンの部下の大頭目トゥルゲン)」と表現している。マンドゥールン・ハーンとベグ・アルスランが対立した時には、トゥルゲンがベグ・アルスランの「族弟」イスマイルと協力してベグ・アルスランを殺害した。また、『アルタン・トプチ』は「トゥルゲンがある時ベグ・アルスランに肉を煮たスープを所望したところ、ベグ・アルスランは煮立ったスープを差し出した。知らずに口をつけたトゥルゲンはスープの熱さに驚いたものの、はき出しては恥だと思って飲み干してしまい、口内の皮が破れてしまった。これを恨みに思ったトゥルゲンはいつかこの復讐を果たさんと誓い、後に自らベグ・アルスランを殺害した」という逸話を伝えている。
成化16年(1480年)前後に、トゥルゲンはイスマイルとともに亡くなったマンドゥールン・ハーンに代わってバト・モンケを擁立し、これを「ダヤン・ハーン」と称した。ダヤン・ハーンが幼い頃はイスマイルとともにダヤン・ハーンを傀儡とし、ウリヤンハイ三衛を征服するなど勢力を拡大した。
弘治元年(1488年)、ダヤン・ハーンが明朝に使者を派遣した時、トゥルゲン(知院脱羅干)はダヤン・ハーンの部下の中で第四位に位置づけられている。トゥルゲンはダヤン・ハーンの治世の半ばに亡くなり、モンゴルジン＝トゥメト部首長の地位は息子のホサイが継いだ。しかしホサイはダヤン・ハーンに逆らって討伐を受け、それ以後モンゴルジン＝トゥメト部はバルス・ボラト及びその息子アルタン・ハーンの家系が統治するようになった。

## モンゴルジン首領の家系
- トゥブシン（都指揮僉事掌福餘衛事土不申／Tübšin）
  - アカラク知院トゥルゲン（脱羅罕阿剌忽知院Tölögen Aqalaqu ǰiün／Sayin Tölögen）
    - ホサイ・タブナン(火篩Qošai Tabunang)